# Wiesław Kot
Wiesław Kot (ur. 2 stycznia 1959) – polski publicysta, wykładowca uniwersytecki, od lutego 2007 do 2008 roku zastępca redaktora naczelnego tygodnika „Wprost”.

## Życiorys
Jest doktorem nauk humanistycznych z zakresu literatury współczesnej. Wykłada w poznańskich uczelniach: Uniwersytecie im. Adama Mickiewicza, Uniwersytecie Ekonomicznym oraz Wyższej Szkole Umiejętności Społecznych.
Zajmuje się publicystyką związaną z filmem, literaturą oraz innymi obszarami kultury. Z pismem „Wprost” był związany od 1988. W latach 1999–2001 był szefem działu kultury. Potem odszedł do „Newsweek Polska”, gdzie kierował działem kultury do końca 2004 roku. Po rezygnacji Mariusza Szczygła wspólnie z Beatą Sadowską prowadził talk show Na każdy temat w Telewizji Polsat. Od 2005 był jednym ze stałych felietonistów „Wprost” i zastępcą redaktora naczelnego.
Jest też autorem audycji filmowej „Kino Kota” w Radiu Tok FM oraz programu „Seans sensacji” w stacji Kino Polska. Przez pewien czas prowadził także wraz z Pawłem Zarzecznym program publicystyczny „Pogromcy hitów”, emitowany na antenie TV4. Jest też autorem książek.

## Książki
- Julian Stryjkowski ISBN 83-7120-462-0.
- Ilustrowane dzieje kultury i nauki polskiej ISBN 83-7227-101-1.
- Dzieje filmu polskiego ISBN 83-7212-187-7.
- Lata 1950.: od narodzin PRL przez „odwilż” do stabilizacji socjalizmu ISBN 83-7212-270-9.
- Pan Tadeusz: prawda i legenda ISBN 83-87368-29-6.
- Hanna Krall ISBN 83-7120-890-1.
- Kultura i nauka ISBN 83-7212-306-3.
- Lata 1970: od propagandy sukcesu do narodzin „Solidarności” ISBN 83-7212-325-X.
- Kronika naszych czasów: 1950–1990 ISBN 83-7212-687-9.
- Portrety sławnych Polaków dwudziestego wieku ISBN 83-7255-940-6.
- W pustyni i w puszczy: prawda i legenda ISBN 83-7272-043-6.
- Media relations: budowanie reputacji firmy ISBN 83-88840-16-9.
- Poczet pisarzy i poetów świata ISBN 83-245-1180-6.
- PRL jak cudnie się żyło! ISBN 978-83-245-1506-6.
- Sto najważniejszych scen filmu polskiego ISBN 978-83-7177-942-8.